# Saginae
Die Saginae, Trivialname Sägeschrecken, sind eine Unterfamilie der Laubheuschrecken. Sie sind große, robuste Heuschrecken, die sich durchweg räuberisch ernähren. Trotz ihrer Größe sind sie schwer zu finden, da sie nachtaktiv und in Ruhe in der Vegetation hervorragend getarnt sind. Saginae leben in Europa, Asien und Afrika. Eine Art erreicht den südlichsten Rand von Mitteleuropa.

## Beschreibung
Die Arten der Saginae zeigen alle eine gestreckte Körpergestalt. Die Typusgattung Saga ist unverkennbar durch ihre ungewöhnliche Größe. Die Beine sind lang und stabförmig, auch die Hinterbeine nicht als Sprungbeine ausgebildet. Die Schienen und Schenkel der Vorder- und Mittelbeine sind auf der Unterseite markant zweizeilig bedornt. Die afrikanischen Vertreter der Unterfamilie sind nur teilweise so kräftig gebaut wie die Saga-Arten, viele sind schlanke, grazilere Heuschrecken. Im Gegensatz zu dieser Gattung umfassen sie auch flugfähige, lang geflügelte Arten und ähneln dadurch im Habitus mehr den Gattungen aus anderen Unterfamilien. Die Saginae gehören zu den Tettigoniidae, bei denen der untere Rand der Antennengruben klar erkennbar höher (mehr dorsal) liegt als der Unterrand der Augen. Innerhalb dieser Gruppe gehören sie zu den Unterfamilien mit symmetrischer, dorsaler Position der Tympanalorgane in den Schienen der Vorderbeine. Die Schienen und Schenkel der Vorder- und Mittelbeine sind auf der Unterseite (wie bei Saga) fast immer markant zweizeilig bedornt. Eine sichere Unterscheidung von Gattungen anderer Unterfamilien mit ähnlichem Habitus ermöglicht nur der Bau der Hinterschienen: bei diesen sind auf der Oberseite an der Spitze (apikal) keine Sporne vorhanden. Dies Merkmal haben sie allerdings mit den, rein australischen Austrosaginae gemeinsam, die vor 1993 zu den Saginae gerechnet worden sind. Die im Habitus ebenfalls ähnlichen tropischen Listrocelidinae tragen dort immer Sporne.

## Phylogenie und Taxonomie
Nach phylogenomischen Daten, bei denen die Verwandtschaft anhand homologer DNA-Sequenzen als Merkmal untersucht wird, bilden die Saginae (ohne die nicht näher verwandten Austrosaginae, die Ähnlichkeit ist konvergent) eine monophyletische Gruppe. Sie gehören zu den ursprünglichsten (basalsten) Laubheuschrecken. Schwestergruppe ist den Daten zufolge eine Klade aus drei kleinen, australischen Unterfamilien, Phasmodinae, Tympanophorinae und Zaprochilinae. Die Saginae selbst fehlen in Australien. Die gemeinsame Klade ist Schwestergruppe aller anderen Laubheuschrecken.
Die Unterfamilie umfasst die folgenden Gattungen:
- Saga. 17 Arten. Westasien (Anatolien bis Zentralasien) und Europa (hier 6 Arten).
  - Große Sägeschrecke Saga pedo (Pallas, 1771). Am weitesten verbreitete Art der Gattung und der Unterfamilie, Paläarktis von Portugal im Westen bis Xinjiang (China) im Osten, erreicht im Norden die Schweiz, Österreich, Tschechien und die Slowakei.
- Clonia Stål, 1855. 21 Arten. südliches Afrika, nördlich bis Zentralafrika.
- Cloniella Kaltenbach, 1971. 2 Arten, eine aus Sambia, die andere aus Transvaal.
- Emptera Saussure, 1888, mit der einzigen Art Emptera indica. Die dubiose Art wurde 1786, als Locusta indica von Herbst erstbeschrieben[6] und seitdem nie wiedergefunden. Alfred Kaltenbach vermutet, dass es sich um eine Clonia-Art handelt, bei der der Fundort verwechselt worden ist.
- Peringueyella Saussure, 1888. 4 Arten, davon eine möglicherweise schon ausgestorben. südliches Afrika.